# Джеллико, Джон Рашуорт, 1-й граф Джеллико
Джон Рашуорт Джеллико, 1-й граф Джеллико (англ. John Rushworth Jellicoe, 1st Earl Jellicoe; 5 декабря 1859, Саутгемптон — 20 ноября 1935, Лондон) — британский адмирал флота (1919) времён Первой мировой войны, рыцарь Большого креста ордена Бани и Королевского Викторианского ордена, член Ордена Заслуг, генерал-губернатор Новой Зеландии.

## Биография
С 15 июля 1872 года служил в королевских ВМС, поступив кадетом на учебный корабль HMS Britannia. Действительная служба началась во время Египетской войны 1882. С 1888 служил в Адмиралтействе.
Джеллико показал себя разумным офицером, он был популярен среди экипажа и заботился о благосостоянии и боевом духе своих матросов. В 1888—1891 годах исполнял должность помощника директора департамента морской артиллерии.
В 1891 он был повышен в звании до коммандера и был назначен на броненосец «Виктория», на котором служил, пока тот не затонул в 1893. В 1900 участвовал в подавлении Боксёрского восстания в Китае, участвовал в Пекинской экспедиции. С февраля 1902 года по август 1904 года был помощником контролера флота.
С 1 февраля 1905 года по август 1907 года Джеллико был директором департамента морской артиллерии и торпед, в 1907—1908 — контр-адмиралом Атлантического флота, в 1908—1910 занимал должность контролёра флота и Третьего морского лорда, добиваясь средств для модернизации флота и поддерживая разработку новых проектов дредноутов и подводных лодок. В 1911 Джеллико стал заместителем Джорджа Каллагэна, который командовал Флотом метрополии Великобритании; в 1912—1914 был Вторым лордом Адмиралтейства; в 1914, с началом Первой мировой войны, возглавил Гранд-флит.
Джеллико командовал британским флотом в Ютландском морском сражении 31 мая—1 июня 1916 года. 24 июня 1916 года российский император Николай II наградил его орденом св. Георгия 3-й степени.
4 декабря 1916 стал Первым морским лордом и занимал эту должность больше года, вплоть до 24 декабря 1917 года.
В 1918 получил титул виконта и с сентября 1920 по ноябрь 1924 года был генерал-губернатором Новой Зеландии; вернувшись в Англию в июне 1925, получил титул графа; в 1928—1932 президент Британского легиона.
Написал мемуары: «Большой флот в 1914—1916: создание, развитие и деятельность» (1920), «Кризис морской войны» (1920), «Подводная опасность» (1934).
21 октября 1949 года Джеллико и Дэвиду Битти были открыты памятники на Трафальгарской площади.

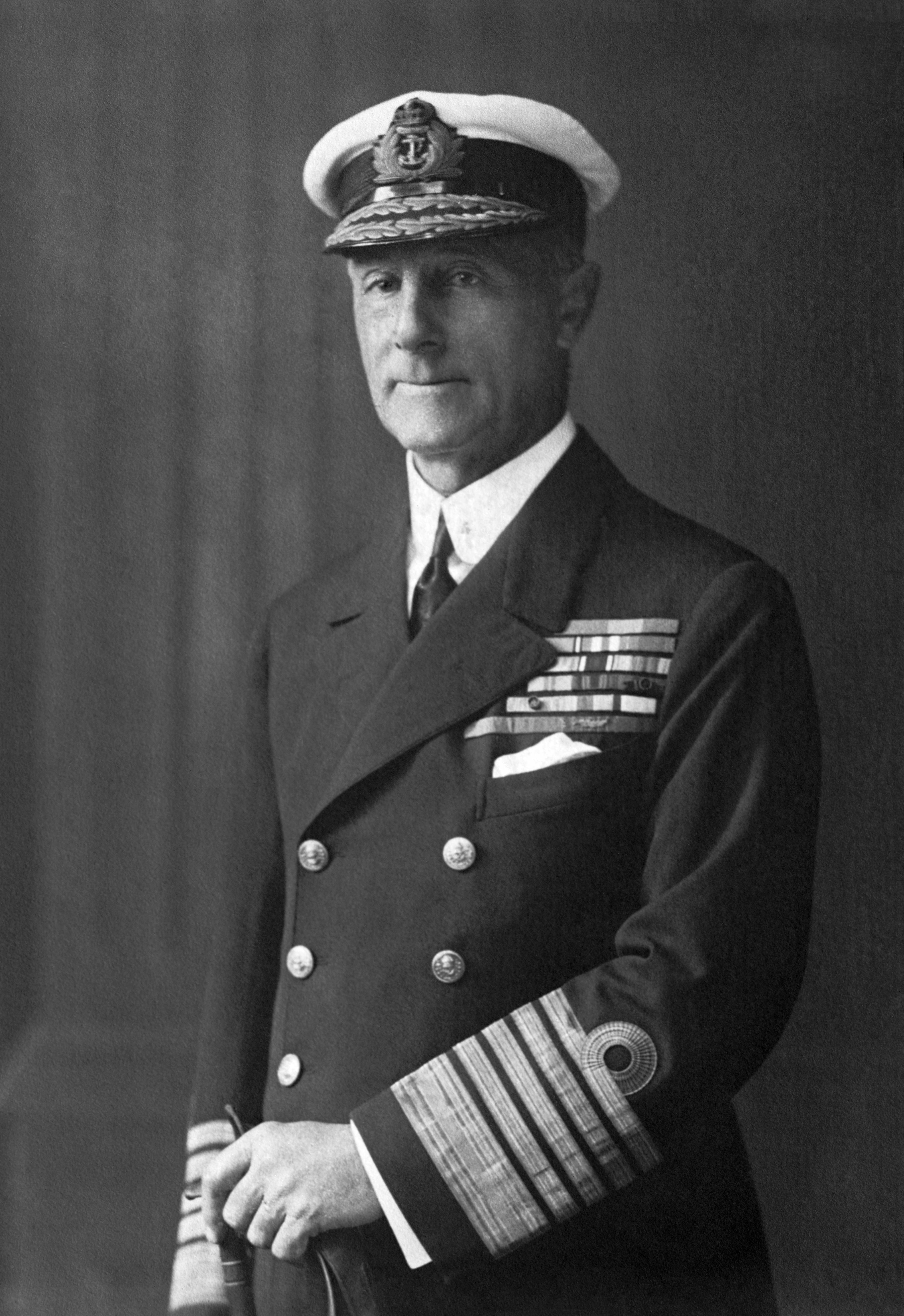
Адмирал Джеллико. Вероятно, 1925 год.

## Звания
- Младший лейтенант (5.12.1878)
- Лейтенант (23.8.1880)
- Коммандер (30.6.1891)
- Кэптен (1.1.1897)
- Контр-адмирал (8.2.1907)
- Вице-адмирал (18.9.1911)
- Адмирал (5.3.1915)
- Адмирал флота (3.4.1919)